# 高千穂町立押方小学校
高千穂町立押方小学校（たかちほちょうりつ おしかたしょうがっこう）は、宮崎県西臼杵郡高千穂町大字押方にある公立の小学校。

## 概要
歴史
1874年（明治7年）創立。現校名となったのは1947年（昭和22年）。2024年（令和6年）に創立150周年を迎えた。
校章
1964年（昭和39年）制定。八咫鏡、校区の二上山、および雲海を背景にして、中央に校名の略称「押小」の文字（縦書き）を配している。
校歌
1954年（昭和29年）制定。作詞は押方小学校同窓生、作曲は緒方廣一による。歌詞は3番まであり、3番の歌詞中に校名の「押方」が登場。
通学区域
住所表記で「高千穂町」の後に以下が続く地域。
- 「大字押方（上押方・下押方・片内・山附・三原尾野・跡取川・芝原東・芝原西・五ケ村西・五ケ村東）」

中学校区は高千穂町立高千穂中学校。

## 沿革
- 1874年（明治7年）7月15日 - 「押方小学校」が創立。旧・押方村庄屋跡を校舎とする。
- 1887年（明治20年）- 小学校令施行により、尋常科（4年制）を設置の上、「尋常押方小学校」に改称。
- 1889年（明治22年） 5月1日 - 町村制施行に伴い、西臼杵郡3村（三田井・押方・向山）が合併の上、「高千穂村」となる。
- 1892年（明治25年）4月 - 「押方尋常高等小学校」に改称。
- 1899年（明治32年）- 火災により、校舎を焼失。当面の間、嶽宮神社（本組神社）社殿にて授業を実施。五ヶ村分教場・花の群分教場を設置。
- 1900年（明治33年）- 横原分教場を設置。
- 1901年（明治34年）- 五ヶ村分教場と花の群分教場を廃止。
- 1902年（明治35年）6月 - 木造新校舎が完成。
- 1906年（明治39年） - 高千穂村立押方農業補習学校を併置。
- 1908年（明治41年）4月 - 改正小学校令により、尋常科が4年制から6年制に改められ、補習科を廃止の上、尋常科5年を新設。
- 1909年（明治42年）4月 - 尋常科6年を新設。この年、校地を拡張し、校舎を増築（収容児童の増加による）。
- 1910年（明治43年）- 横原分教場を廃止。
- 1915年（大正4年）- 奉安殿が完成。
- 1918年（大正7年）4月 - 高等科（2年制）を併置の上、「押方尋常高等小学校」に改称。簡易図書館を併設。
- 1920年（大正9年）
  - 4月1日 - 高千穂村が町制施行により、「高千穂町」となる。
  - この年 - 教室を増築（1教室）。
- 1926年（大正15年）- 併置の農業補習学校が青年訓練所充当となる。
- 1928年（昭和3年）- 校舎を増築。
- 1931年（昭和6年）- 後援会が発足。
- 1935年（昭和10年）- 木造2階建校舎および講堂が完成。
- 1937年（昭和12年）- 運動場を拡張。
- 1941年（昭和16年）4月1日 - 国民学校令施行により、「高千穂町押方国民学校」に改称。尋常科を初等科に改める（初等科6年・高等科2年）。
- 1947年（昭和22年）
  - 4月1日 - 学制改革（六・三制の実施）により、国民学校初等科は新制小学校「高千穂町立押方小学校」（現校名）に改組・改称。
  - 4月30日 - 国民学校高等科と青年学校普通科が統合の上、新制中学校「高千穂町立押方中学校」となり、小学校に併設される。
- 1948年（昭和23年）- 中学校木造新校舎（2教室）が完成。
- 1949年（昭和24年）- 併置の押方中学校が統合の上、「高千穂町立高千穂中学校押方分校」となる。中学分校校舎木造新校舎（2教室）が完成。
- 1954年（昭和29年）12月5日 - 校歌を制定。
- 1963年（昭和38年）- 学校給食を開始。
- 1964年（昭和39年）3月25日 - 校章を制定。
- 1965年（昭和40年）- 鉄筋コンクリート造2階建新校舎が完成。小学校校舎完成までの間、中学校押方分校は、高千穂中学校本校で授業を実施。
- 1966年（昭和41年）- 中学校押方分校が復帰。
- 1969年（昭和44年）- 旧木造校舎1棟（2教室）および講堂を解体の上、跡地に体育館が完成。
- 1972年（昭和47年）3月31日 - 高千穂町立高千穂中学校押方分校が廃止される。
- 1973年（昭和48年）9月 - プールが完成。
- 1975年（昭和50年）3月 - 創立100周年記念式典を挙行。
- 1995年（平成7年）4月 - 特殊学級「ひまわり学級」を開設。
- 1997年（平成9年）4月 - 校舎改築工事のため、従来秋に実施していた運動会の実施時期を春に変更。
- 1998年（平成10年）2月 - 新校舎が完成。
- 1999年（平成11年）
  - 4月 - 管理棟（特別教室）が完成。
  - 6月 - 新体育館が完成。
  - 10月 - 校舎建築工事の終了により、運動会の実施時期が秋に戻る。
- 2005年（平成17年）3月 - 第1回おしかた森の音楽会を開催。
- 2009年（平成21年）4月 - 特別支援学級「ひまわり学級」を開設。
- 2019年（令和元年）9月 - 地域ふれあいルームを開設。
- 2024年（令和6年）11月10日 - 創立150周年記念式典を挙行。

## 交通
最寄りのバス停留所
- 高千穂町ふれあいバス 芝原線 「片内」停留所

最寄りの幹線道路
- 国道218号

## 周辺
- 押方保育園
- 国見ヶ丘展望台
- 国見ヶ丘南展望台

## 参考資料
- 「高千穂町史 本編」（高千穂町、1972年（昭和47年）3月30日発行）p.687～p.688（押方小学校）、p.693（高千穂中学校押方分校）